# Grandma (film 2015)
Grandma è un film del 2015 diretto da Paul Weitz.

## Trama
Elle è una poetessa lesbica che affronta la recente morte della sua compagna di vita, Violet, dopo 38 anni di relazione. Legata al passato, non riesce a stabilire una nuova storia e, al contrario, termina una relazione di quattro mesi con un'ammiratrice più giovane, Olivia, dicendole che la loro relazione non significava nulla, prima di ricevere una visita dalla nipote di 18 anni Sage. Sage è incinta e le chiede $630 per un aborto, che è previsto per quel pomeriggio. Mentre Elle è al verde dopo aver pagato le cure della sua ex-compagna e Sage ha la sua carta di credito bloccata dalla madre prepotente, le due intraprendono un viaggio attraverso Los Angeles per cercare di trovare i soldi.
Elle, donna concreta e senza pregiudizi ma anche pronta a litigare laddove vede pregiudizi, spinge la nipote prima di tutto a chiedere del denaro al padre naturale da cui riescono ad ottenere con la forza solo $50, quindi cerca di farsi ripagare un debito di $400 dalla sua amica Deathy, una tatuatrice trans, ma, poiché al momento è anche al verde, Deathy non può aiutarli che con $65 presi dalla cassa, ma fa a Elle un nuovo tatuaggio che assomiglia alla lettera "O". Sage presume che questa sia l'iniziale di Olivia, anche se Elle insiste sul fatto che dovrebbe essere solo un cerchio ma anche l'iniziale di molte altre parole importanti. La raccolta non va bene per cui Elle cerca di vendere alcuni dei suoi libri rari a una conoscente, Carla, che possiede un caffè dove, però, lavora anche Olivia con cui litiga. La vendita, quindi, va all'aria.
Diventando disperate, Elle e Sage visitano l'ex marito di Elle, Karl, che Elle non vede da trent'anni. Lei gli dice che ha bisogno di prendere in prestito i soldi per pagare l'affitto, e lui le chiede un bacio in cambio. Questo porta a una discussione su come Elle abbia concluso la loro relazione, ma quando lei lo supplica, accetta di consegnare i soldi ma, quando le chiede di essere onesta sul motivo per cui ha bisogno del denaro, lei gli dice che Sage ha bisogno di un aborto e Karl si arrabbia perché una volta Elle aveva abortito suo figlio senza dirlo, mentre ha preferito avere la figlia con un uomo incontrato una sola notte. Elle spiega che voleva un figlio ma non un marito e Karl decide che non pagherà per un aborto.
Sage ed Elle trovano il coraggio di visitare la madre single (ha avuto Sage con una gravidanza artificiale), indaffarata e nevrotica, di Sage, Judy, che è furiosa nell'apprendere della gravidanza. Judy riluttante fornisce i soldi ed Elle accompagna Sage alla clinica per l'aborto. Dopo la procedura, Judy perdona Sage e la porta a casa. Sulla via del ritorno, Elle fa una risatina e si rallegra dei ricordi della sua compagna Violet che alla fine ha anche fatto da genitore a Judy.
Prima di arrivare a casa, Elle fa una breve sosta a casa di Olivia per scusarsi per aver detto che la loro relazione non significava nulla. Successivamente, Elle cammina lungo il marciapiede, ridendo mentre torna a casa.